# Vrijheidsplein (Lokeren)
Het Vrijheidsplein is een plein in het centrum van de Belgische stad Lokeren.
Het plein was voor de 18de eeuw een knooppunt van vier straten en was gekend als het "Hoeksken". In de 18de eeuw werd dit knooppunt herdacht tot een volwaardig ingesloten plein. In 1921 werd een aantal huizen aan de oostzijde afgebroken teneinde plaats te maken voor "Aan de redders van het Vaderland", een monument opgedragen aan de gesneuvelde Lokerse soldaten in de Eerste Wereldoorlog. Tegenover dit monument werd een vredesboom geplant, die als landschappelijk monument een beschermde status heeft. Later werd ook de Heilig Hartlaan aangelegd met daarnaast parkeerplaatsen, waardoor het plein van ingesloten een eerder open karakter kreeg.